# Gustaz (Laussa)
Gustaz o Gustax (in croato: Gustac) è un isolotto disabitato della Dalmazia settentrionale, nel mare Adriatico, in Croazia, che fa parte delle isole Incoronate; si trova a est di Laussa, a sud dell'isola Incoronata. Amministrativamente appartiene al comune di Morter-Incoronate, nella regione di Sebenico e Tenin.

## Geografia
Gustaz è un isolotto di forma ovale, lungo circa 900 m, con un'altezza di 78 m, ha una superficie di 0,293 km² e uno sviluppo costiero di 2,24 km. Dista circa 240 m da Laussa e si trova tra quest'ultima e Casella; a nord si affaccia sul canale dell'Incoronata (Kornatski kanal).

### Isole adiacenti
- Isolotto del Cappellaio (Klobučar), a sud.

### Cartografia
- (HR) Mappa topografica della Croazia 1:25000, su preglednik.arkod.hr. URL consultato il 28 luglio 2017.
- G. Giani, Carta prospettiva delle Comuni censuarie della Dalmazia, fogli 5 e 6, 1839. Fondo Miscellanea cartografica catastale, Archivio di Stato di Trieste.
- Carta di cabottaggio del mare Adriatico, foglio VII, Milano, Istituto geografico militare, 1822-1824. URL consultato il 17 febbraio 2017 (archiviato dall'url originale il 13 aprile 2013).